# 766 Moguntia
Moguntia (asteroide 766) é um asteroide da cintura principal com um diâmetro de 31,28 quilómetros, a 2,7427997 UA. Possui uma excentricidade de 0,0921832 e um período orbital de 1 918,17 dias (5,25 anos).
Moguntia tem uma velocidade orbital média de 17,1354224 km/s e uma inclinação de 10,0782º.
Esse asteroide foi descoberto em 29 de Setembro de 1913 por Franz Kaiser.